# 邓维龙
邓维龙（1950年8月—），男，广东高州人，中华人民共和国政治人物。中山大学干部专修科毕业，中共广东省委党校经济学专业在职研究生学历。

## 生平
1972年7月加入中国共产党。历任中共广东省高州县委副书记、县长、县委书记，茂名市委常委、副市长、市委副书记、市长、市委书记、市人大主任，湛江市委书记、市人大主任，珠海市委书记等职。2008年1月当选广东省人大常委会副主任，同年3月当选省总工会主席。
2008年10月17日，中国工会十五大在北京开幕，大会选举他出任主席团委员。